# Ecuación de Orr-Sommerfeld
La ecuación de Orr-Sommerfeld, en dinámica de fluidos, es una ecuación de valor propio que describe los modos bidimensionales lineales de perturbación de un  fluido viscoso paralelo. La solución de las ecuaciones de Navier-Stokes para un flujo paralelo y  laminar puede volverse inestable si se satisfacen ciertas condiciones del flujo, y la ecuación de Orr-Sommerfeld determina con precisión cuáles son las condiciones para estabilidad hidrodinámica.
La ecuación lleva el nombre de William McFadden Orr y Arnold Sommerfeld, quienes la derivaron a principios del siglo XX.

## Formulación

A schematic diagram of the base state of the system. The flow under investigation represents a small perturbation away from this state. While the base state is parallel, the perturbation velocity has components in both directions.

La ecuación se deduce resolviendo una versión lineal de la ecuación de Navier-Stokes para el campo de velocidad de perturbación
{\displaystyle \mathbf {u} =\left(U(z)+u'(x,z,t),0,w'(x,z,t)\right)},
donde {\displaystyle (U(z),0,0)} es el flujo imperturbable o básico. La velocidad de la perturbación tiene la solución similar a la de una onda {\displaystyle \mathbf {u} '\propto \exp(i\alpha (x-ct))} (parte real incluida).   Utilizando este conocimiento, y la representación función de corriente para el flujo, se obtiene la siguiente forma dimensional de la ecuación de Orr-Sommerfeld:
{\displaystyle {\frac {\mu }{i\alpha \rho }}\left({d^{2} \over dz^{2}}-\alpha ^{2}\right)^{2}\varphi =(U-c)\left({d^{2} \over dz^{2}}-\alpha ^{2}\right)\varphi -U''\varphi },
donde 
- {\displaystyle \mu } es la viscosidad dinámica
- {\displaystyle \rho } es la densidad
- {\displaystyle \varphi } es la función de potencial o de corriente.

En el caso de viscosidad cero, es decir {\displaystyle \mu =0}, la ecuación se reduce a la  ecuación de Rayleigh.  La ecuación puede escribirse en forma no dimensional midiendo las velocidades según una escala establecida por alguna velocidad característica {\displaystyle U_{0}}, y midiendo las longitudes según la profundidad del canal {\displaystyle h}. Entonces, la ecuación toma la siguiente forma:
{\displaystyle {1 \over i\alpha \,Re}\left({d^{2} \over dz^{2}}-\alpha ^{2}\right)^{2}\varphi =(U-c)\left({d^{2} \over dz^{2}}-\alpha ^{2}\right)\varphi -U''\varphi },
donde 
{\displaystyle Re={\frac {\rho U_{0}h}{\mu }}} es el Número de Reynolds del fluido base.
Las condiciones límite relevantes son las condiciones límite no deslizamiento en la parte superior e inferior del canal {\displaystyle z=z_{1}} y {\displaystyle z=z_{2}},
{\displaystyle \alpha \varphi ={d\varphi  \over dz}=0} con {\displaystyle z=z_{1}} y {\displaystyle z=z_{2},} en el caso donde {\displaystyle \varphi } es la función potential.
O,:
{\displaystyle \alpha \varphi ={d\varphi  \over dx}=0} con {\displaystyle z=z_{1}} y {\displaystyle z=z_{2},} en el caso de que  {\displaystyle \varphi } sea la función de corriente.
El parámetro de valor propio del problema es {\displaystyle c} y el vector propio es {\displaystyle \varphi }.  Si la parte imaginaria de la velocidad de la onda {\displaystyle c} es positiva, entonces el flujo base es inestable y una pequeña perturbación introducida en el sistema se amplifica en el tiempo.

## Soluciones
Para todos los perfiles de velocidad  {\displaystyle U}, excepto el más simple, se requieren métodos numéricos o asintóticos para calcular las soluciones. Algunos perfiles de flujo típicos se discuten a continuación. En general, el espectro de la ecuación es discreto e infinito para un flujo limitado, mientras que para los flujos sin límites, como el flujo de capa límite, el espectro contiene tanto partes continuas como discretas.

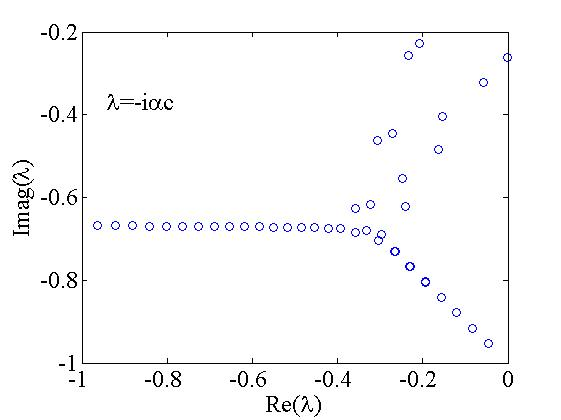
El espectro del operador de Orr-Sommerfeld para el flujo de Poiseuille en estado crítico.

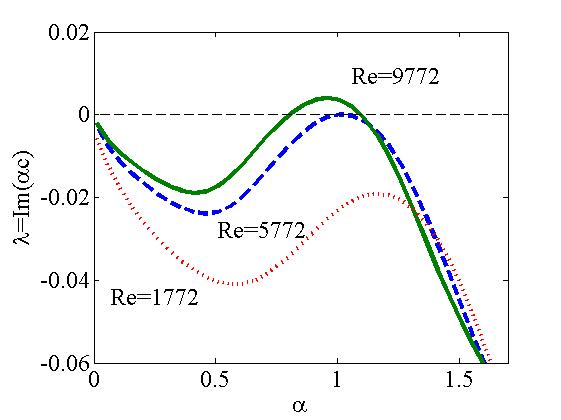
Curvas de dispersión del flujo de Poiseuille para varios números de Reynolds.

Para el plano Flujo de Poiseuille, se ha demostrado que el flujo es inestable (es decir, uno o más valores propios {\displaystyle c} tiene una parte imaginaria positiva) para algunos {\displaystyle \alpha } cuando {\displaystyle Re>Re_{c}=5772.22}y el modo neutral estable en {\displaystyle Re=Re_{c}} teniendo {\displaystyle \alpha _{c}=1.02056}, {\displaystyle c_{r}=0.264002}. Para ver las propiedades de estabilidad del sistema, se acostumbra a trazar una curva de dispersión, es decir, una gráfica de la tasa de crecimiento {\displaystyle {\text{Im}}(\alpha {c})} como una función del número de onda {\displaystyle \alpha }.
La primera figura muestra el espectro de la ecuación de Orr-Sommerfeld en los valores críticos arriba mencionados. Esta es una gráfica de los valores propios (en la forma {\displaystyle \lambda =-i\alpha {c}}) en el plano complejo. El valor propio más derecho es el más inestable. En los valores críticos de número de Reynolds y número de onda, el valor propio más correcto o adecuado es exactamente cero. Para valores más altos (bajos) del número de Reynolds, el valor propio más a correcto se desplaza a la mitad positiva (negativa) del plano complejo. Entonces, una imagen más completa de las propiedades de estabilidad se da por un gráfico que muestra la dependencia funcional de este valor propio; esto se muestra en la segunda figura.
Por otro lado, el espectro de valores propios de flujo de Couette indica estabilidad, en todos los números de Reynolds.  Sin embargo, en los experimentos, el flujo de Couette se encuentra inestable a perturbaciones pequeñas, pero "finitas", para las cuales la teoría lineal y la ecuación de Orr-Sommerfeld no se aplican.  Se ha argumentado que la falta de normalidad del problema del valor propio asociado con el flujo de Couette (y, de hecho, de Poiseuille) podría explicar esa inestabilidad observada. Es decir, las características del operador de Orr-Sommerfeld son completas pero no ortogonales.  Entonces, la energía de la perturbación contiene contribuciones de todas las eigenfunciones de la ecuación de Orr-Sommerfeld.  Incluso si la energía asociada con cada valor propio considerado por separado está decayendo exponencialmente en el tiempo (como se predijo en el análisis de Orr-Sommerfeld para el flujo de Couette), los términos cruzados que surgen de la no ortogonalidad de los valores propios pueden aumentar transitoriamente.  Así, la energía total aumenta transitoriamente (antes de tender asintóticamente a cero).  El argumento es que si la magnitud de este crecimiento transitorio es suficientemente grande, desestabiliza el flujo laminar, sin embargo este argumento no ha sido aceptado universalmente.
Una teoría no lineal que explica la transición, también se ha propuesto. Aunque esa teoría incluye el crecimiento transitorio lineal, se centra en los procesos no lineales tridimensionales que se sospecha que subyacen a la transición a la turbulencia en los flujos de cizalla. La teoría ha llevado a la construcción de los llamados «estados estacionarios tridimensionales completos», «ondas viajeras» y «soluciones temporales de las ecuaciones de Navier-Stokes» que captan muchas de las características clave de las estructuras de transición y coherentes observadas en la región de la pared cercana de los flujos de cizalladura turbulentos.
Aunque la "solución" suele implicar la existencia de un resultado analítico, es práctica común en la mecánica de fluidos referirse a los resultados numéricos como "soluciones", independientemente de que las soluciones aproximadas satisfagan o no las ecuaciones de Navier-Stokes de manera matemáticamente satisfactoria. Se postula que la transición a la turbulencia implica que el estado dinámico del fluido evolucione de una solución a la siguiente. Por lo tanto, la teoría se basa en la existencia real de tales soluciones (muchas de las cuales todavía no se han observado en un montaje físico experimental). Esta relajación en el requerimiento de soluciones exactas permite una gran flexibilidad, ya que las soluciones exactas son extremadamente difíciles de obtener (contrariamente a las soluciones numéricas), a expensas del rigor y (posiblemente) la corrección. Así pues, aunque no sea tan riguroso como los enfoques anteriores de la transición, ha ganado una inmensa popularidad.
Recientemente se ha sugerido una extensión de la ecuación de Orr-Sommerfeld al flujo en medios porosos.

## Métodos matemáticos para los flujos de superficie libre
En el caso del flujo de Couette, es posible hacer un progreso matemático en la solución de la ecuación de Orr-Sommerfeld. En esta sección, se hace una demostración de este método para el caso del flujo de superficie libre, es decir, cuando la tapa superior del canal es reemplazada por una superficie libre. Nótese en primer lugar que es necesario modificar las condiciones del límite superior para tener en cuenta la superficie libre. En forma no dimensional, estas condiciones ahora se escriben de la siguiente forma:
{\displaystyle \varphi ={d\varphi  \over dz}=0,} con {\displaystyle z=0},
{\displaystyle {\frac {d^{2}\varphi }{dz^{2}}}+\alpha ^{2}\varphi =0},
{\displaystyle \Omega \equiv {\frac {d^{3}\varphi }{dz^{3}}}+i\alpha Re\left[\left(c-U\left(z_{2}=1\right)\right){\frac {d\varphi }{dz}}+\varphi \right]-i\alpha Re\left({\frac {1}{Fr}}+{\frac {\alpha ^{2}}{We}}\right){\frac {\varphi }{c-U\left(z_{2}=1\right)}}=0,} at {\displaystyle \,z=1}.
La primera condición de superficie libre es la declaración de continuidad de la tensión tangencial, mientras que la segunda condición relaciona la tensión normal con la tensión superficial.  Aquí
{\displaystyle Fr={\frac {U_{0}^{2}}{gh}},\,\,\ We={\frac {\rho u_{0}^{2}h}{\sigma }}}
son los números de  Froude y Weber respectivamente.
Para el flujo de Couette {\displaystyle U\left(z\right)=z} las cuatro soluciones  linealmente independientes de la ecuación no dimensional de Orr-Sommerfeld son
{\displaystyle \chi _{1}\left(z\right)=\sinh \left(\alpha z\right),\qquad \chi _{2}\left(z\right)=\cosh \left(\alpha z\right)},
{\displaystyle \chi _{3}\left(z\right)={\frac {1}{\alpha }}\int _{\infty }^{z}\sinh \left[\alpha \left(z-\xi \right)\right]Ai\left[e^{i\pi /6}\left(\alpha Re\right)^{1/3}\left(\xi -c-{\frac {i\alpha }{Re}}\right)\right]d\xi ,}
{\displaystyle \chi _{4}\left(z\right)={\frac {1}{\alpha }}\int _{\infty }^{z}\sinh \left[\alpha \left(z-\xi \right)\right]Ai\left[e^{5i\pi /6}\left(\alpha Re\right)^{1/3}\left(\xi -c-{\frac {i\alpha }{Re}}\right)\right]d\xi ,}
donde {\displaystyle Ai\left(\cdot \right)} es la función de Airy de la primera clase. La sustitución de la solución del superposición {\displaystyle \varphi =\sum _{i=1}^{4}c_{i}\chi _{i}\left(z\right)} en las cuatro condiciones límite da cuatro ecuaciones en las cuatro constantes desconocidas {\displaystyle c_{i}}. Para que las ecuaciones tengan una solución no trivial, debe ser satisfecha la condición  determinante siguiente:
{\displaystyle \left|{\begin{array}{cccc}\chi _{1}\left(0\right)&\chi _{2}\left(0\right)&\chi _{3}\left(0\right)&\chi _{4}\left(0\right)\\\chi _{1}'\left(0\right)&\chi _{2}'\left(0\right)&\chi _{3}'\left(0\right)&\chi _{4}'\left(0\right)\\\Omega _{1}\left(1\right)&\Omega _{2}\left(1\right)&\Omega _{3}\left(1\right)&\Omega _{4}\left(1\right)\\\chi _{1}''\left(1\right)+\alpha ^{2}\chi _{1}\left(1\right)&\chi _{2}''\left(1\right)+\alpha ^{2}\chi _{2}\left(1\right)&\chi _{3}''\left(1\right)+\alpha ^{2}\chi _{3}\left(1\right)&\chi _{4}''\left(1\right)+\alpha ^{2}\chi _{4}\left(1\right)\end{array}}\right|=0}
Se trata de una ecuación simple con la c desconocida, que puede ser resuelta numéricamente o por métodos asintóticos. Se puede demostrar que para un rango de números de onda {\displaystyle \alpha } y para números suficientemente grandes de Reynolds, la tasa de crecimiento {\displaystyle \alpha c_{\text{i}}} es positiva.